# Мирное (Пятихатский район)
Мирное (укр. Мирне) — посёлок,
Богдано-Надеждовский сельский совет,
Пятихатский район,
Днепропетровская область,
Украина.
Код КОАТУУ — 1224581004. Население по переписи 2001 года составляло 461 человек .

## Географическое положение
Посёлок Мирное находится на расстоянии в 1 км от села Красная Воля, в 2-х км от села Сухая Балка (Желтоводский городской совет), в 5-и км от города Пятихатки.
Рядом проходит автомобильная дорога Т-0418 и
железная дорога, станция Жёлтые Воды 1.